# Dictyophyllum
Dictyophyllum is een geslacht van uitgestorven varens uit de familie Dipteridaceae. Vertegenwoordigers van dit geslacht waren wijdverspreid in het Trias en het Jura (250 tot 145 miljoen jaar geleden).
Het geslacht heeft veerdelige bladen, met een duidelijke bladspil en middennerf en een vaag netwerk van zijnerven. De sporenhoopjes zijn rond, met een schuine annulus (een lijn van bijzondere, verdikte cellen van de sporangiumsteel tot de top, die een rol speelt bij het openen van het sporendoosje).

## Naamgeving en etymologie
De botanische naam Dictyophyllum is een samenstelling van Oudgrieks δίκτυον, diktuon (net) en φύλλον, phullon (blad).

## Soortenlijst
Hier volgt een onvolledige soortenlijst:
- Dictyophyllum acutilobum (Braun) Schenk (1867)
- Dictyophyllum bremerense Shirley (1898)
- Dictyophyllum carlsonii Nathorst (1878)
- Dictyophyllum davidii Walkom (1917)
- Dictyophyllum exile (Braun) Nathorst (1906)
- Dictyophyllum irregularis
- Dictyophyllum muensteri (Goeppert) Nathorst (1878)
- Dictyophyllum nilssonii (Brongniart) Goeppert (1846)
- Dictyophyllum obsoletum Nathorst (1878)
- Dictyophyllum rugosum Lindley & Hutton (1834)
- Dictyophyllum shirleyi (Herbst) comb. nov.
- Dictyophyllum spectabile Nathorst (1906)
- Dictyophyllum tenuifolium Stipanicic & Menendez (1949)

Geslacht: Cheiropleuria

Soorten: C. bicuspis · C. integrifolia · C. parva · C. tricuspe · C. vespertilio

Geslacht: Dictyophyllum †

Soorten: D. acutilobum · D. bremerense · D. davidii · D. irregularis · D. nilssonii · D. rugosum · D. shirleyi

Geslacht: Dipteris

Soorten: D. chinensis · D. conjugata · D. lobbiana · D. nieuwenhuisii · D. novoguineensis · D. papilioniformis · D. quinquefurcata · D. wallichii 

Geslacht: Hausmannia †

Soorten: H. bipartita · H. buchii · H. crenata · H. deferrariisii · H. dentata · H. dichotoma · H. fisheri · H. forchhammeri · H. indica · H. kohlmannii · H. montanensis · H. morinii · H. papilio · H. rigida · H. sinensis · H. ussuriensis